# جی وارد
جی وارد (انگلیسی: Jay Ward؛ ۲۰ سپتامبر ۱۹۲۰ – ۱۲ اکتبر ۱۹۸۹) یک پویانما، و تهیه‌کننده تلویزیونی اهل ایالات متحده آمریکا بود.